# James Beattie (Schriftsteller)

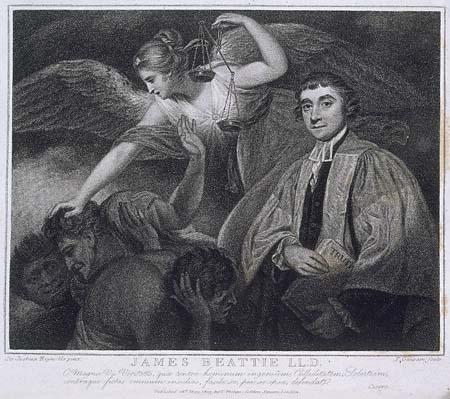
James Beattie

James Beattie (* 25. Oktober 1735 in Laurencekirk, Kincardineshire, Schottland; † 18. August 1803 in Aberdeen) war ein schottischer Philosoph und Schriftsteller. Beatties Gedicht The Minstrel (1771) war eines der frühesten Werke der englischen Romantik. Er gehörte zu den Vertretern der Common-Sense-Philosophie. Seit 1786 war er gewähltes Mitglied der American Philosophical Society.

## Werke
- Original Poems and Translations (1760)
- The Judgement of Paris (1765)
- Poems on Several Subjects (1766)
- An Essay on the Nature and Immutability of Truth (1770)
- The Minstrel; or, The Progress of Genius (1771/2) two volumes
- Essays, on the nature and immutability of truth in opposition to sophistry and scepticism. On poetry and music as they affect the mind. On laughter and ludicrous composition. On the utility of classical learning (1776)
- Essays on Poetry (1778)
- Scoticisms, Arranged in Alphabetical Order, Designed to Correct Improprieties of Speech and Writing (1779);
- Poems on several occasions (1780)
- Dissertations Moral and Critical (1783)
- The Evidences of the Christian Religion Briefly and Plainly Stated (1786) 2 vols.
- The theory of language. Part I. Of the origin and general nature of speech. Part II. Of universal grammer (1788)
- Elements of Moral Science (1790–1793) 2 Bände
- The Poetical Works of James Beattie (1831) hrsg. von A. Dyce
- The poetical works of Beattie, Blair, and Falconer (1868) hrsg. von Charles Cowden Clarke
- James Beattie's Day-Book, 1773–1778 (1948) hrsg. von R. S. Walker
- James Beattie's Diary (1948) hrsg. von R. S. Walker